# Банківський рахунок
Ба́нківський раху́нок — рахунок, на якому обліковуються власні кошти, вимоги, зобов'язання банку стосовно його клієнтів і контрагентів та які дають можливість здійснювати переказ коштів за допомогою банківських платіжних інструментів.
Операції по банківському рахунку проводять відповідно до Закону України «Про платіжні системи та переказ коштів в Україні» та підзаконних актів Національного банку України.
Обмеження прав клієнта щодо розпоряджання грошовими коштами, що знаходяться на його рахунку, не допускається, крім випадків обмеження права розпоряджання рахунком за рішенням суду або в інших випадках, встановлених законом, а також у разі зупинення фінансових операцій, які можуть бути пов'язані з легалізацією (відмиванням) доходів, одержаних злочинним шляхом, або фінансуванням тероризму.

## Договір банківського рахунка
За договором банківського рахунка банк зобов'язується приймати і зараховувати на рахунок, відкритий клієнтові (володільцеві рахунка), грошові кошти, що йому надходять, виконувати розпорядження клієнта про перерахування і видачу відповідних сум з рахунка та проведення інших операцій за рахунком.
Банк має право використовувати грошові кошти на рахунку клієнта, гарантуючи його право безперешкодно розпоряджатися цими коштами.
Банк не має права визначати та контролювати напрями використання грошових коштів клієнта та встановлювати інші, не передбачені договором або законом, обмеження його права розпоряджатися грошовими коштами на власний розсуд.
Договір банківського рахунку та його різновид — договір банківського вкладу — укладаються в письмовій формі.
Банк гарантує таємницю банківського рахунка, операцій за рахунком і відомостей про клієнта.
Відкриття банківського рахунку становить собою відкриття облікового запису, що його банк використовує для обліку грошових операцій клієнта.

## Види банківських рахунків за законодавством України
Згідно з Інструкцією про порядок відкриття, використання і закриття рахунків у національній та іноземних валютах, затв. постановою Правління Національного банку України від 12 листопада 2003 р. № 492, в українських банках можуть відкриватися такі види рахунків:
- Поточний рахунок
  - Поточний рахунок суб'єкта господарювання
  - Поточний рахунок для ведення спільної діяльності без утворення юридичної особи
  - Поточний рахунок для формування статутного фонду
  - Поточний рахунок для формування статутного капіталу новостворюваного банку
  - Поточний рахунок з метою акумуляції коштів для виїзду на лікування за кордон
  - Поточний рахунок фізичної особи, що провадить незалежну професійну діяльність (лікар, приватний нотаріус, адвокат, аудитор, бухгалтер, оцінювач, інженер, архітектор та ін.[5])
  - Поточний рахунок фізичної особи
    - повнолітньої особи
    - неповнолітньої особи
    - на користь третьої особи
    - зарплатний, або для здійснення інших виплат юридичною особою на користь фізичної
    - нерезидента

  - Поточний рахунок, операції за яким можуть здійснюватися з використанням спеціальних платіжних засобів
- Вкладний (депозитний) рахунок
  - Депозитний рахунок суб'єкта господарювання
  - Депозитний рахунок фізичної особи
    - повнолітньої особи
    - неповнолітньої особи
    - на користь третьої особи
    - пенсійний депозитний рахунок
- Поточний рахунок типу «Н»
- Поточний рахунок типу «П»
- Рахунок іноземного представництва; рахунок установ міжнародних організацій (Міжнародний банк реконструкції та розвитку тощо)
  - Поточний
    - у національній валюті
    - в іноземних валютах

  - Депозитний
    - у національній валюті
    - в іноземних валютах
- Інвестиційний рахунок нерезидента-інвестора
  -     - у національній валюті
    - в іноземних валютах
- Рахунок виборчого фонду
  - кандидата на пост Президента України
    - накопичувальний
    - поточні рахунки

  - накопичувальний рахунок виборчого фонду партії
  - поточний рахунок виборчого фонду місцевої організації партії, кандидати в депутати від якої зареєстровані в багатомандатних виборчих округах
  - поточний рахунок виборчого фонду кандидата в народні депутати України в одномандатному виборчому окрузі
  - поточний рахунок виборчого фонду кандидата в депутати в одномандатному, одномандатному мажоритарному виборчому окрузі
  - поточний рахунок виборчого фонду кандидата на посаду сільського, селищного, міського голови
- Поточний рахунок УЄФА.

Банкам забороняється відкривати та вести анонімні (номерні) рахунки.

## Інші види рахунків
В економічних відносинах застосовуються також такі рахунки, як:
- Біржовий рахунок;
- Депо-рахунок;
- Дисбурсментський рахунок;
- Єдиний казначейський рахунок;
- Житловий ощадний рахунок;
- Іменний рахунок вкладника;
- Індивідуальний пенсійний рахунок;
- Накопичувальний пенсійний рахунок;
- Картковий рахунок;
- Картковий рахунок чека;
- Кліринговий рахунок;
- Єдиний кліринговий рахунок;
- Кодований рахунок;
- Консолідований рахунок;
- Консолідований картковий рахунок;
- Кореспондентський рахунок;
- Консолідований кореспондентський рахунок;
- Кореспондентський рахунок ЛОРО;
- Субкореспондентський рахунок;
- Окремий рахунок із спеціальним режимом функціонування;
- Особовий рахунок;
- Рахунок ДЕПО;
- Рахунок ДЕПО ЛОРО;
- Рахунок ДЕПО НОСТРО;
- Рахунок завантаження;
- Спеціальний рахунок (щодо експлуатації ядерних установок);
- Технічний рахунок;
- Транзитний рахунок.